# Йон Барбу
Йон Барбу (справжнє ім'я Дан Барбіліані; 18 березня 1895, Кимпулунг-Мусчел — 11 серпня 1961, Бухарест) — румунський математик і поет-модерніст. Був представником течії літературного модернізму, деякими критиками визнавався одним з найвидатніших румунських поетів.

## Біографія
Народився в родині судді, навчався в середніх школах в Пітешті і Бухаресті. З ранніх років відкрив в собі математичні здібності і почав публікуватися в Gazeta Matematică, одному з найпрестижніших математичних видань Румунії того часу, одночасно захопившись поезією. У 1914–1921 роках (з перервою під час участі Румунії у Першій світовій війні, коли перебував на фронті) вивчав математику в Бухарестському університеті. У 1921—1924 роках продовжував здобуття освіти в Геттінгені, Тюбінгені та Берліні, в 1929 році отримав ступінь доктора філософії з математики. У 1942 році був призначений професором математики Бухарестського університету, з математики в цілому опублікував понад 80 робіт. Займався в основному питаннями алгебри, теорії чисел і геометрії.
Як поет вперше почав друкуватися в журналі Sburatorul ще у 1919 році, популярність здобув у 1921 році після публікацій в Viaţa Românească. Його поетична творчість поділяється румунськими критиками на три періоди:
- «Парнаський» (1919—1921), для якого характерні звернення до міфології і романтичні описи природи;
- «Східних балад» (1921—1925), коли його вірші починають носити більш розповідний характер;
- «Герметичний» (1925—1930), для якого характерний складна мова, елементи еротики і філософської лірики.

Похований в Бухаресті на цвинтарі Беллу.